# Franz Baaden
Franz Baaden (* 14. Oktober 1916 in Ransbach; † 28. Juni 2008 in Ransbach-Baumbach) war ein deutscher Lokalpolitiker, Verwaltungsjurist und Regionalhistoriker im Westerwald.

## Leben
Franz Baaden wurde als Sohn des Baustoffgroßhändlers Valentin Baaden im damals noch eigenständigen Ort Ransbach geboren. Nach dem Besuch der Volksschule am Ort besuchte er in Bad Ems die Mittel- und die Oberrealschule, die er mit dem Abitur abschloss. Nach einem Studium der Rechtswissenschaft an der Rheinischen Friedrich-Wilhelms-Universität Bonn wurde er zum Regierungsassessor ernannt und später zum Militärdienst bei der Wehrmacht einberufen. Er diente vor allem als Offizier der Panzerjäger an der Ostfront, wo er 1944 verwundet wurde und anschließend aus dem Militärdienst ausschied. Anfang 1943 heiratete Baaden Emmi Heibel, mit der er später drei Söhne hatte. Ebenfalls 1943 wurde er zum Dr. iur. promoviert. Das Thema seiner bereits im Frühjahr 1941 eingereichten Dissertation lautete Jugendverfassung und Jugenddienstpflicht und erschien als Band 4 der Schriften zum Jugendrecht, in Verbindung mit Friedrich Schaffstein und Franz Wieacker herausgegeben von Wolfgang Siebert.
Baaden beantragte am 16. Juli 1944 die Aufnahme in die NSDAP und wurde zum 1. November desselben Jahres aufgenommen (Mitgliedsnummer 10.163.286), nachdem er bereits seit August 1933 der Hitler-Jugend angehört hatte. Er war Hitler-Jugendführer in Hessen und hatte sich während seines Studiums auf das nationalsozialistische Jugendrecht spezialisiert. Ab Ende 1944 war er offensichtlich in der Zentrale der Hitler-Jugend tätig und verantwortlich für Inhalt und Druck des Reichsbefehls der Reichsjugendführung.
Nach seinem Militärdienst trat Baaden in den elterlichen Betrieb ein. 1960 wechselte er in die Steuler Industriewerke, wo er bis 1968 die Rechtsabteilung leitete und Prokura hatte. 1969 übernahm er die Geschäftsführung des neu gegründeten Unternehmens Kannenbäckerland GmbH mit Sitz in Höhr-Grenzhausen. Parallel dazu wurde er Geschäftsführer des Fachverbands Deutsche Keramik und Feinsteinzeugfabriken. 1981 trat er in den Ruhestand.
Von 1951 bis 1959 war Baaden hauptamtlicher Bürgermeister von Ransbach und leistete in dieser Zeit Aufbauarbeiten insbesondere mit der Neuanlage der Wasserversorgung sowie dem Bau von Kirche, Schule und Schwimmbad. Von 1961 bis 1963 amtierte Baaden als Erster Beigeordneter von Ransbach und anschließend als Mitglied des Kommunalparlaments. Nach dem Anschluss von Ransbach an die neu gegründete Verbandsgemeinde Ransbach-Baumbach im Jahr 1974 gehörte Baaden bis 1984 dem dortigen Verbandsgemeinderat an.
Ehrenamtlich war Baaden unter anderem von 1967 bis 1983 als Richter am Landesarbeitsgericht Rheinland-Pfalz tätig. Von 1968 bis 1986 gehörte er den Vorständen der AOK Montabaur und des Krankenkassenverbands Koblenz an. Von 1951 bis 1998 war er Mitglied im Kirchenvorstand der Pfarrei St. Markus in Ransbach, mehrere Jahre als stellvertretender Vorsitzender.
Als Regionalhistoriker widmete sich Franz Baaden der Geschichte seiner Heimatstadt, des übrigen Kannenbäckerlands und insbesondere der Keramikindustrie in der Region. In diesem Zusammenhang legte er eine umfangreiche Quellensammlung an und verfasste zahlreiche Publikationen. Das Schriftenverzeichnis in seinem Nachruf umfasst 44 Titel. 1971 gehörte Baaden zu den Gründern des Vereins Dokumentationszentrum Kannenbäckerland. Am Keramikmuseum Westerwald engagierte er sich als Mitglied des Beirats und als Museumsführer. 1979 berief ihn die Historische Kommission für Nassau in ihre Reihen.
1981 wurde Franz Baaden mit dem Bundesverdienstkreuz am Bande ausgezeichnet, 1987 mit der Ehrenbürgerwürde von Ransbach-Baumbach.